# 厄勒克特拉唱片
厄勒克特拉唱片（英語：Elektra Records）是华纳音乐集团旗下的一家美国唱片厂牌，由雅克·霍尔兹曼和保罗·里克奥特（Paul Rickolt）于1950年成立。在1950年到1970年期间，厄勒克特拉唱片在当代民谣音乐和摇滚乐的发展中起了重要作用。2004年，它合并成为华纳音乐集团旗下的大西洋唱片集团。经过五年的休眠期之后，该厂牌于2009年在大西洋唱片集团旗下再度启用。2018年10月，厄勒克特拉唱片脱离大西洋唱片集团并重组为厄勒克特拉音乐集团并重新成为华纳音乐集团管理下的独立一线音乐厂牌。